# Sellier garnisseur
Un sellier garnisseur est le métier d'une personne qui travaille les matériaux souples tels que le cuir, le tissu, l'expansé, la bâche, la mousse. C'est un artisan qui a reçu une formation par le biais d'un apprentissage ou d'une autre formation diplômante nécessaire pour mettre en œuvre ce métier d'art ou dans des cas particuliers, totalement autodidacte. Il intervient sur tous types de supports (automobile, aéronautique, médical, équestre, bagagerie. 
Il ne faut pas confondre avec les métiers tels que sellier maroquinier ou tapissier décorateur. Le sellier garnisseur est l'héritier du sellier harnacheur et du bourrelier, devenus garnisseurs depuis l'apparition du carrosse.

## Évolution du métier
Depuis l'industrialisation de la production automobile qui a menacé le métier de disparition, son activité s'est diversifiée vers des activités plus contemporaines, conjuguant savoir-faire « à l'ancienne » avec de nouvelles méthodes de travail sur matériaux souples de synthèse. On retrouve aujourd'hui des selliers sur un spectre très large de secteurs d'activité :
- la sellerie mobile sur roues : intérieur de voiture de tourisme, voiture de prestige, voitures anciennes et de collection, motos, trains, poids lourds et le transport collectifs ;
- la sellerie nautique : intérieur de bateaux de luxe, de loisir, de compétition et le transport en grand nombre ;
- la sellerie aéronautique : intérieur des avions et hélicoptères particuliers, commerciaux, médicaux ou de combat ;
- la sellerie d'ameublement : fauteuils et canapés modernes, banquettes, chaises, poufs ;
- la sellerie hospitalière : fauteuils ambulatoire, matelas, tables d'examen sport ;
- les loisirs : confection et réparation de voiles (parachutes, montgolfière, parapente, ULM ...), bâches et capotages : bâches cousues, soudées à air chaud ou à haute fréquence (tentes de réception, bâches poids lourd ...) ainsi que les capotes de voitures et de bateaux.

Avec l'apparition des ordinateurs, le métier s'est modernisé.

## Lieux de formation
Cette formation s'acquiert dans le cadre du CAP Sellerie générale. Elle est dispensée dans onze établissements seulement (les uns en formation initiale, les autres en apprentissage), dont un seul en région parisienne (lycée Charles Petiet):
- Lycée Charles-Petiet (CAP en un an, sans enseignement général, réservé aux personnes déjà titulaires d'un CAP ou d'un autre diplôme de niveau 5 ou plus )[4]
- Campus des métiers et de l'Artisanat, Joué-les-Tours
- CFA de l'artisanat, Mulhouse
- CFA de la SEPR, Lyon, 69424
- CFA régional des Compagnons du Devoir et du Tour de France (Rhône-Alpes), Lyon
- CFA régional des Compagnons du Devoir et du Tour de France (Île de France), Pantin
- CFA régional des métiers de la mer, La Seyne-sur-Mer
- Cité scolaire de Mazamet - Lycée professionnel Marie-Antoinette Riess, Mazamet
- Lycée professionnel/Lycée des métiers d'art et de la mécanique de précision Pasteur, Nice
- SEP du lycée polyvalent Joseph Galliéni, Toulouse
- Lycée des Métiers d'Art Bertrand du Guesclin (Bretagne), Auray (CAP en apprentissage en un an, sans enseignement général, réservé aux personnes déjà titulaires d'un CAP ou d'un autre diplôme de niveau 5 ou plus )